# پپن لانده

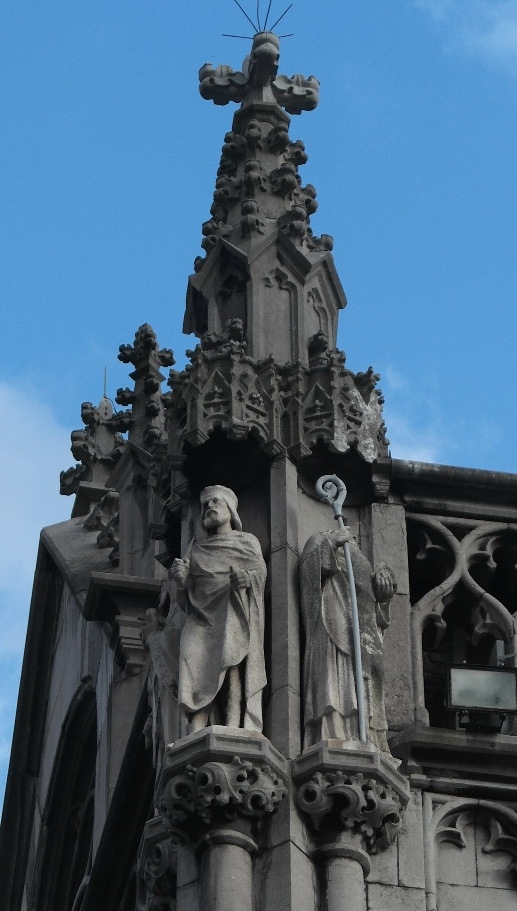
پپن لانده و هم‌دوره‌اش رماکلوس در نمای خارجی سردر کاخ استانی در لیژ

پپن یکم (همچنین پپین یا پیپین) لانده (حدود ۵۸۰ – ۲۷ فوریه ۶۴۰)، همچنین نامیده‌شده به‌عنوان بزرگتر یا پیرتر، شهردار کاخ اوسترازیا تحت فرمانروایی پادشاه مروونژی داگوبرت یکم از ۶۲۳ تا ۶۲۹ بود. او همچنین شهردار زیگبرت سوم از سال ۶۳۹ تا هنگام مرگش بود.
از طریق ازدواج دخترش بگا با آنسگیزل، پسر آرنولف مس، دو قبیلهٔ آرنولفینگ‌ها و پپنی‌ها متحد شدند، که موجب ظهور کردن خانواده‌ای شدند که در نهایت بر فرانک‌ها به‌عنوان کارولنژی‌ها حکم می‌راندند.

## زندگی
او از همسر به همان اندازه معروفش، ایتا، دو پسر و دو دختر دارد:
- بگا، با آنسگیزل ذکرشده و سپس مقدس‌شده ازدواج نمود
- گریموالد، سپس مانند پدرش شهردار کاخ شد
- باوو (یا آلوین) ابتدا عابد و سپس مقدس شد
- گرتروده، وارد دیر نیول که توسط مادرش ایجاد گشت شد، همچنین سپس مقدس شد[۱]